# Adobo arequipeño
L'adobo arequipeño és un plat típic de la regió d'Arequipa (gastronomia peruana). Es tracta de porc marinat en sal, condiments i verdures i bullit en olla de fang fins que quedi tendra. Es presenta amb Pan de tres cachetes, el qual serveix per banyar amb la salsa.

## Fuentes
- «Recetas arequipeñas» (en castellà). Boletín Electrónico InfoINIEA.  Perú:  Instituto Nacional de Innovación Agraria (Ministerio de Agricultura del Perú), 2005.
- «Cocina arequipeña» (en castellà).  Arequipa:  Universidad Católica de Santa María. Arxivat de l'original el 2010-01-13. [Consulta: 29 desembre 2009].